# Proplastídeo
Proplastídeos são pequenas organelas presentes em células meristemáticas que irão se diferenciar em determinado tipo de plastídeo em função da célula em que se encontra e dos estímulos ambientais.
- Indiferenciados e não pigmentados
- ocorrem em celulas meristematicas
- origina outros tipos de plastideos